# 紡錘

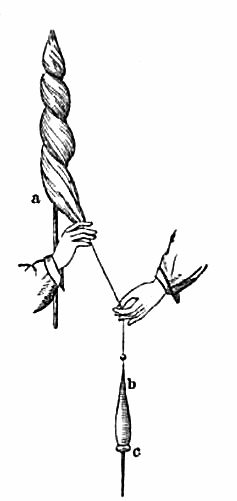
紡錘の仕組み、繊維のかたまり（a）から繊維を引き出し、回転軸（b）にまきとる。その下に回転力をつけるおもり（c）がある

紡錘（ぼうすい、古語では「つむ」、はずみ車、紡錘車、スピンドル 英: spindle）は、糸を紡ぐための道具である。こまの回転力を利用して、繊維をねじって撚りあわせ、糸にするものである。
長い木の棒の先端に回転力を強めるおもり（錘）となる円盤（紡輪、はずみ車、紡錘車、英: Spindle whorl）がついており、ちょうど、こまの軸が長く伸びたような形状であった。おもりの円盤は「こま」や「つむ」とも呼ばれていた。長い棒は糸を巻き取る回転軸（紡錘、スピンドル）であり、おもりと反対側の先端には糸を引っ掛けるフックがついている。紡輪のついているタイプのほかにも、筒状の形で下のほうが膨らんでおりおもりの役割を果たすものもある。

## 使い方
使い方はおおよそ以下の通りである。

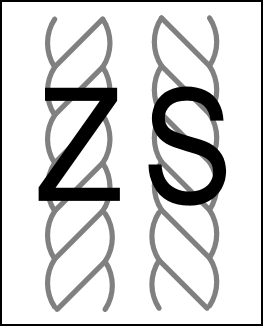
S型の撚りとZ型の撚り

1. まず、繊維を引き出すための「導き糸」を下の紡輪部分に結び、回転軸を這うように回しながら最上部のフックにかける。
2. 導き糸の先を羊毛や綿など、片手につかんだ繊維の塊に結ぶ。
3. 繊維を持つ手を上へ挙げ、紡錘をゆっくり地面近くにぶらさげると、繊維も引き出される。
4. 紡錘をぶらさげたまま、こまのように回転させる。導き糸はねじれて撚りがかかり、繊維も導き糸に巻き込まれて糸へと撚り込まれる（これが「紡ぐ」と呼ばれる作業）。このとき繊維の出方を両手で調整する。
5. 糸が撚れたら、一旦フックからはずして回転軸に巻き取る。
6. 再び糸をフックにかけ、繊維を持つ手は高く、紡錘は下に下げ、残りの繊維を引き出して撚る。この繰り返し。

紡錘の回転方向により撚りの種類は変わる。時計回りに紡錘が回るとZ型の撚りになり、反時計回りだとS型の撚りとなる。

## 歴史

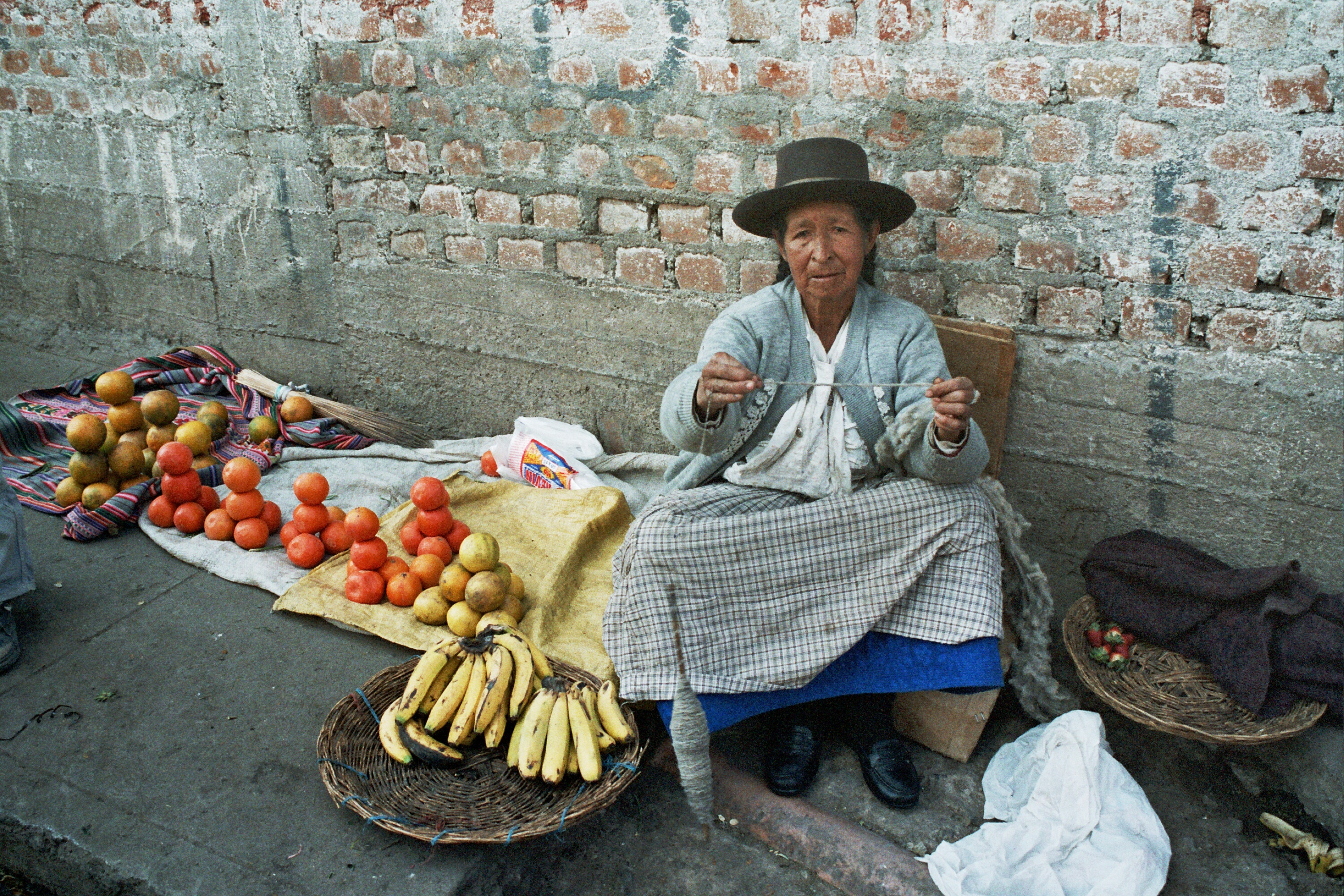
ペルーのアヤクチョの市場で紡錘で糸を紡ぎながら物を売る女性

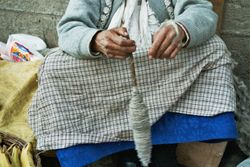
同上、紡錘拡大

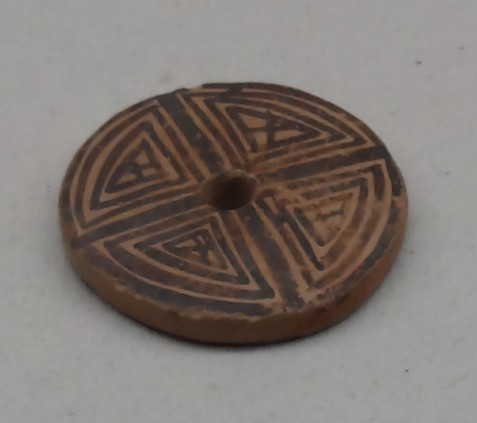
中国の馬家窯文化の遺跡から出土した、装飾された紡輪。世界中でこのような装飾された紡輪が出土する

### 手紡ぎ
紡錘が登場する前は、樹皮などを両手でこすって撚りあわせたり、羊毛や綿などの繊維の塊から細い塊を引っ張り出して指に巻き、こすり合わせて撚りをかけたりして糸を作っていたが、こま（おもり）の回転力を利用して繊維を回転させて撚り合わせる紡錘の登場によって糸作りは格段に簡単になった。紡錘やその破片は非常に古い時代の遺跡からも出土しており（日本でも弥生時代の遺跡からさかんに土器などを使った紡錘車が出土している）、紡錘を使って糸を紡ぐ場面は古代エジプトの墓室の壁画にも描かれるなど、人類の道具の中でも古い部類に入るものである。
また紡錘は世界各地に見られ、今でもアンデス地方などでは人々が歩いたり話したりしながら絶えず紡錘を回して糸を作っている光景が見られるほか、紡錘で撚った糸の風合いを好んで使う愛好家もいる。紡錘の円盤状のこま（おもり、紡輪）部分は、各国各地方ごとにさまざまな特徴的な装飾がこらされている。

### 糸車
13世紀までに、紡錘を横たえて支えの上で回転するように改造し、さらに大きな車輪とベルトとを組み合わせてより速く回転するように改良された。これが糸車 (spinning wheel) である。

### 紡績機
18世紀中頃の産業革命以後、蒸気機関、モーターを利用した紡績機へと発展していった。

## 種類

さまざまな紡錘

新しいタイプの紡錘はおもりが高い位置にあるもの (high-whorl spindle) と、低い位置にあるもの (low-whorl spindle) とがある。高い位置におもりがあるタイプでは、15cmから45cmの長さの回転軸の、上に近いところにおもりがある。回転軸の頂上には糸作りのためのフックがあり、新しく紡がれた糸はおもりの下の回転軸に巻き取られる。低い位置におもりがあるタイプでは、おもりは回転軸の最下部近くにある。新しく紡がれた糸はおもりの上の回転軸に巻き取られる。
回転軸の頂上にフックがある場合、糸はらせん状に回転軸に巻き取られ、フックで止められる。もしフックがなければ、糸はおもりのふちを越えて下へ巻かれ、回転軸の下端で引き上げられて回転軸の上のほうへ移動しながら巻かれてゆき、上端でまた引き返し、紡錘が安定して糸を紡げるようこれを繰り返す。
その他の紡錘のタイプには、サポートスピンドル (supported spindle) と呼ばれる、ぶら下げずに床などで支えて回転させるもの（北アメリカの先住民ナバホが使う大きな紡錘、ナバホスピンドルや、インドで木綿などを紡ぐために使われる小さな紡錘、tahkli はその典型例）もある。

## 物語の中の紡錘
『眠れる森の美女』では、紡錘が話の中に出てくる。王女は「スピンドルで指を刺して死ぬ」という呪いをかけられるが、これは糸車のこととも紡錘のこととも解釈される。